# Pala (Tchad)
Pour les articles homonymes, voir Pala.
Pala est une ville du Tchad, elle est le chef-lieu de la région du Mayo-Kebbi Ouest et du département du Mayo-Dallah.

## Économie
- La région de Pala est une zone de grande production de coton et dispose d'une usine d’égrenage des plus modernes de la Société Cotonnière du Tchad (COTONTCHAD).
- Un gisement d'or en exploitation à Gambocké.
- Un gisement de chaux vive exploité de façon artisanale.
- Des gisements de minerais non encore exploités :
  - Fer à Goueye-goudoum
  - Or à Massounebare
  - Société Nationale du Ciment du Tchad

## Éducation
Pala abrite plusieurs établissements scolaires.
Lycée :
- Lycée Joseph Brahim Seïd (public)
- Lycée de la commune(public)
- Collège Elie Tao Baïdo (privée)
- Lycée du CECADEC (privée)
- Université de pala (public)

## Subdivisions
La région du Mayo-Kebbi Ouest est divisée en trois départements :
| Département                                                                          | Chef-lieu | Sous-préfectures                                  |
| ------------------------------------------------------------------------------------ | --------- | ------------------------------------------------- |
| Mayo-Dallah                                                                          | Pala      | Pala, Gagal (Erige en Departement), Lamé, Torrock |
| Lac Léré                                                                             | Léré      | Léré, Guégou, Lagon, Tréné                        |
| Mayo-Binder Nanay El Ouaya \|\|Binder Gagal Lagon\|\|Binder, Mboursou, Mbraou, Ribao |           |                                                   |

## Administration
- Gouverneur : Dingamadji Madjior Slonex
- Préfet : Moussa Dassidi
- Sous-préfet : Djimane Ignané

## Personnalités liées à la ville
- Albert Pahimi Padacké, homme d'État tchadien.
- Didier Lalay, musicien